# Лукин, Павел Владимирович
Па́вел Влади́мирович Луки́н (род. 12 февраля 1973, Москва) — российский историк, специалист по истории Древней Руси, в особенности Новгорода (и её популяризатор), истории русского города и «народных собраний» у славян и германцев. Доктор исторических наук, профессор РАН. Главный научный сотрудник Института российской истории РАН.

## Биография
Отец — Владимир Петрович Лукин (род. 1937) — политик и общественный деятель, историк и политолог, доктор исторических наук. Мать, Лариса Иосифовна Ахматова (1938—2020), работала преподавателем русского языка в вузах. Брат, Александр Владимирович Лукин (род. 1961) — востоковед и политолог.
В 1995 году окончил исторический факультет МГУ им. М. В. Ломоносова, где остался в аспирантуре при кафедре истории России до начала XIX века. В 1999 году защитил кандидатскую диссертацию на тему «Народные представления о государственной власти в России XVII века».
С 1999 года работает в Институте российской истории РАН, в настоящее время — главный научный сотрудник Центра по истории древней Руси Института российской истории РАН.
В 2015 году защитил в диссертационном совете ИРИ РАН докторскую диссертацию «Вече в социально-политической системе средневекового Новгорода».
Член редколлегии научного журнала «Древняя Русь. Вопросы медиевистики» — ведущего российского периодического издания в соответствующей области знаний (входит в ядро РИНЦ, в базу данных ESCI и в Перечень журналов ВАК РФ). Также член редколлегии научного журнала «Средние века. Исследования по истории Средневековья и раннего Нового времени» и ежегодника Института всеобщей истории РАН «Древнейшие государства Восточной Европы».

## Награды
- Медаль Российской академии наук с премией для молодых ученых (в номинации «История») в 2003 г. за монографию «Народные представления о государственной власти в России XVII в.» (2000)[4][5].
- Лауреат первой премии в номинации «История России» за 2014—2015 гг. Премии памяти митрополита Московского и Коломенского Макария[6].

## Научные труды
- Лукин П. В. Народные представления о государственной власти в России XVII в. М.: Наука, 2000. 298 с.
- Лукин П. В. Вече: социальный состав // Горский А. А., Кучкин В. А., Лукин П. В., Стефанович П. С. Древняя Русь. Очерки политического и социального строя. М.: «Индрик», 2008. С. 33—147.
- Лукин П. В. Новгородское вече. М.: «Индрик», 2014. 608 с.
- Лукин А. В., Лукин П. В. Умом Россию понимать. М.: Весь мир, 2015. 384 с.
- Лукин П. В. Новгород и Венеция: сравнительно-исторические очерки становления республиканского строя. СПб.: Издательство Европейского университета в С.-Петербурге, 2022. 302 с.

- Ганзейские документы по истории Новгорода и Пскова. 1392—1409 гг. / Сост., подг., предисл. и коммент. П. В. Лукина, С. В. Полехова, Е. Р. Сквайрс. М.; СПб.: Нестор-История, 2021. 264 с.

## Научно-популярные лекции, курсы и интервью
- Новгород и Венеция. Сравнение республиканского строя. Павел Лукин. Родина слонов № 351 (22 января 2023 г.)
- «Прошлым принято гордиться или сожалеть о нем». Историк Павел Лукин (Правмир. 23 июля 2022 г.)
- Курс «Взлет и падение Новгородской республики». 4 лекции историка Павла Лукина (Arzamas.academy. 5 июля 2022 г.)
- «Торговля в Древней Руси». Лекция Павла Лукина (29 апреля 2022 г.)
- П. В. Лукин. Новгород и Венеция (22 марта 2022 г.)